# Souplantation

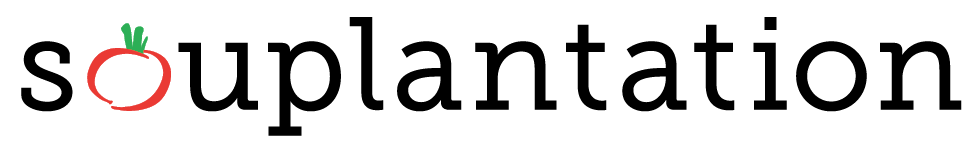
Logo

Souplantation (eigentlicher Name Sweet Tomatoes) war eine in den USA ansässige Kette von All-you-can-eat-Restaurants im Buffet-Stil. Das Unternehmen schloss im März 2020 vorübergehend seine 97 Standorte aufgrund von Unsicherheiten aufgrund der COVID-19-Pandemie. Am 7. Mai 2020 wurde die endgültige Schließung bekanntgegeben. Das Unternehmen hatte ca. 4400 Angestellte in 97 Restaurants.

## Geschichte
Der erste Standort wurde 1978 in San Diego, Kalifornien, eröffnet, wo sich auch der Hauptsitz des Unternehmens befand. Das Unternehmen wurde 1983 als Garden Fresh Corp. gegründet. Das Unternehmen ging 1995 an die Börse, wurde aber 2004 in Privatbesitz überführt. Im Jahr 2005 kaufte eine Tochtergesellschaft der privaten Investmentfirma Sun Capital Partners Garden Fresh und damit auch die Restaurantketten. Im Oktober 2016 meldete die Garden Fresh Restaurant Corp, der Eigentümer/Betreiber von Souplantation und Sweet Tomatoes, Insolvenz nach Chapter 11 an. Zu diesem Zeitpunkt war Garden Fresh mit fast 175 Millionen US-Dollar verschuldet. Im Januar 2017 gab das Unternehmen bekannt, dass es erwartete, noch im selben Monat aus der Insolvenz herauszukommen, nachdem die Vermögenswerte des Unternehmens an die in New York ansässige private Investmentfirma Cerberus Capital Management L.P. und ihre Partner verkauft wurden. Im März 2020 mussten alle Restaurants aufgrund der COVID-19-Pandemie vorübergehend schließen. Am 7. Mai 2020 kündigte das Unternehmen an, alle Souplantation- und Sweet Tomatoes-Standorte dauerhaft zu schließen, da es befürchtete, dass neue Bundesrichtlinien, die ein Ende von Selbstbedienungsstationen empfehlen, lokale Gesundheitsämter daran hindern würden, Restaurants mit Salatbars und Buffets Genehmigungen zu erteilen. Garden Fresh Restaurants, die Muttergesellschaft von Souplantation und Sweet Tomatoes, beantragte eine Woche später, am 14. Mai, beim US-Konkursgericht die Liquidation nach Chapter 7.